# Zack Nelson
Zack Mark Anthony Emeka Nelson (* 21. dubna 2005) je anglický profesionální fotbalista, který hraje na pozici záložníka za klub Luton Town FC.

## Kariéra
Nelson hrál za mládežnický tým Tottenhamu Hotspur od svých 7 do 15 let, než po úspěšné zkoušce odešel do Lutonu. V září 2022 začal trénovat s jejich seniorským týmem. Dne 6. března 2023 podepsal s Lutonem svou první profesionální smlouvu. Dne 31. ledna 2024 smlouvu prodloužil. Svůj seniorský a profesionální debut si odbyl 9. března 2024 jako pozdní náhradník při remíze 1:1 s Crystal Palace.